# Championnats du monde d'aquathlon 2011
Navigation
Édition précédente Édition suivante
Les championnats du monde d'aquathlon 2011, quatorzième édition des championnats du monde d'aquathlon, ont lieu le 7 septembre 2011 à Pékin, en République populaire de Chine.

## Résultats

### Élite
Distances parcourues
| Distances course (kilomètres) | Distances course (kilomètres) | Distances course (kilomètres) |
| Course à pied                 | Natation                      | Course à pied                 |
| ----------------------------- | ----------------------------- | ----------------------------- |
| 2,5                           | 1                             | 2,5                           |

| Rang               | Athlète          | Pays        | Temps       |
| ------------------ | ---------------- | ----------- | ----------- |
| Médaille d'or      | Richard Stannard | Royaume-Uni | 30 min 22 s |
| Médaille d'argent  | Ran Alterman     | Israël      | 30 min 41 s |
| Médaille de bronze | Leandro De Souza | Brésil      | 32 min 51 s |

| Rang              | Athlète              | Pays       | Temps       |
| ----------------- | -------------------- | ---------- | ----------- |
| Médaille d'or     | Elizabeth May        | Luxembourg | 35 min 47 s |
| Médaille d'argent | Jessica Souza Santos | Brésil     | 36 min 53 s |